# ペンチ

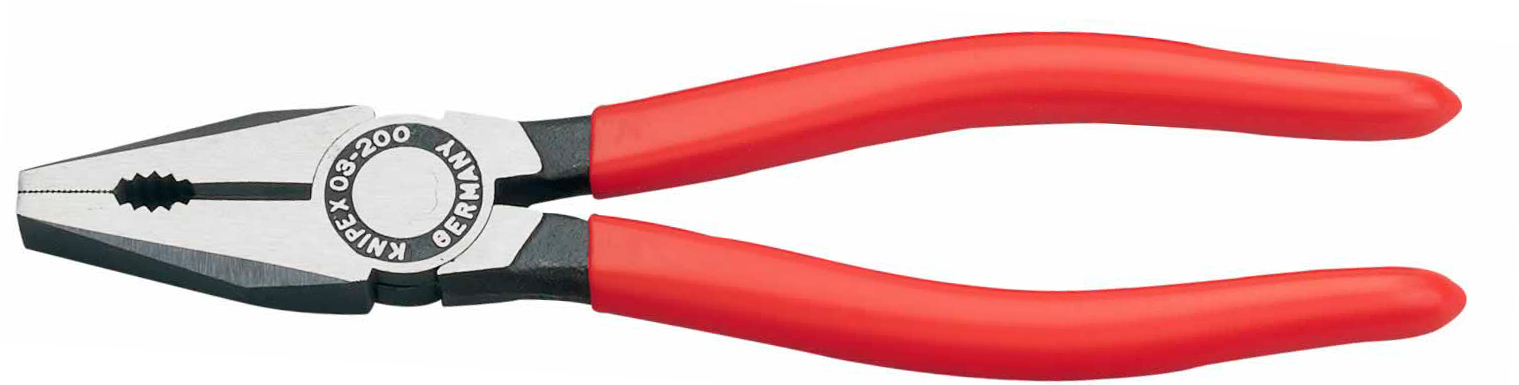
Knipex 03 01 200

ペンチとは、先端同士が噛み合う構造で、自由に開閉でき、曲げる、挟む、引っ張る、ねじる、切断などの作業を行うための工具である。
英語では pliers（プライヤ、常に複数形）または cutting pliers（カッティングプライヤ）と呼び、ペンチは pliers の一種であるが、逆に日本でプライヤと言うとペンチの一種を指すほど、ペンチはモンキーレンチと同ように一般家庭に汎用工具として普及している。

## 概要

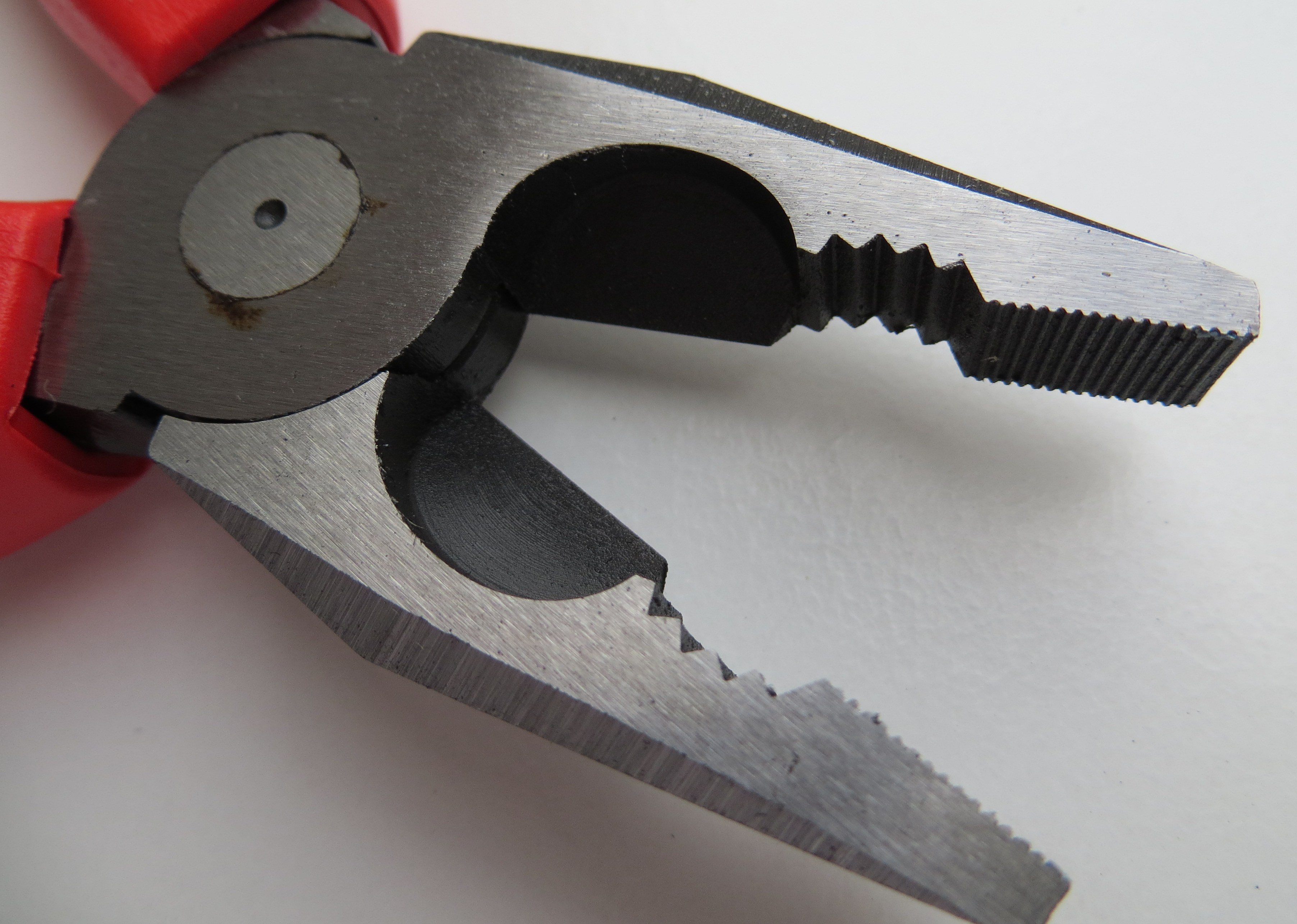
先端の裏側

ペンチは刃先の平らな部分で銅線・針金・釘を曲げる、挟む、引っ張る、ねじるなどの作業を行うことができる。また、刃口の奥には切れ刃が付いているため銅線・針金・釘の切断も行うことができる。このほか細かい作業では材料の固定にも用いられる。
電気工事の用途では電工ペンチとも呼ばれる。英語では、Lineman's pliers（架線工事士用プライヤ）または Side-Cutting pliers と呼ぶ。
日本工業規格は、プライヤを
- JISB4623 ペンチ (Cutting pliers)
- JISB4614 コンビネーションプライヤ (Slip joint combination pliers with cutters)
- JISB4631 ラジオペンチ (Round nose chain pliers with side cutters)
- JISB4626 ウォータポンププライヤ (Water pump pliers)

に分類して規格化されている。
JISについては、1951年6月にフジ矢が、ペンチの指定工場（認可番号No.651）となったのが最初である。

## 主要メーカ
- ロブテックス（日本）
- 株式会社エンジニア（日本）
- フジ矢（日本）
- 室本鉄工（日本）
- スリーピークス技研（日本）
- マルト長谷川工作所（日本）
- マーベル（日本）
- ホーザン（日本）
- クニペックス（ドイツ）
- クレインツール（英語版）（アメリカ）